# Чарлс Бриџмен
Чарлс Бриџмен (Charles Bridgeman, 1690–1738) је био енглески вртни дизајнер почетка природног, пејзажног стила. Иако је био кључна фигура у транзицији енглеског вртног дизајна из англо-холандских формалних партера и авенија ка слободнијем стилу који је укључивао, структурне елементе „дивље“ природе, Бриџменова личност остаје нејасна у историји пејзажне архитектуре, а његова репутација је у сенци његових наследника, Вилијама Кента и Ланселота "Кејпбилити" Брауна .

## Младост
О раном животу Чарлса Бриџмена мало је забележено. Рођен је 1690. године, а одрастао је у скромним околностима. Његов отац био је баштован, а постоје подаци да је радио у Вимполу, Кембриџ за маркиза од Оксфорда. Бриџмен млађи ушао је у професију уређења предела радећи у расаднику Бромптон парка. Године 1714. је почео да ради за Хенрија Вајза, са којим је касније делио титулу главног баштован Краљевских вртова . Жени се Саром Мист 1717. године. 

## Бриџменов рад
Рани заговорник мање структурираног вртног дизајна, Бриџмен је био пионир пејзажног тренда који ће се проширити на целу Европу у XVIII веку и бити познат као енглески врт (jardin anglais) 
 . Бриџменов савременик, Хорас Валпол (Horace Walpole), описујући дизајнерски стил свога колеге у есеју О модерном вртларству (On Modern Gardening), написао је: "иако се и даље придржавао правих стаза са високим кресаним оградама, оне су биле само његове главне линије, остало је преиначивао у природније облике, и слободне шумарке храста, мада још увек окружене орезаним живим оградама" . Бриџменов приступ уређењу може се сажети у три речи: формално, прелазно и прогресивно. Његови пејзажи приказују формалне елементе као што су партери, авеније, геометријски обликована језера и базени и потажери. Прелазни елементи у његовом дизајну укључују травњаке, амфитеатре, вртне грађевине и статуе, кривудаве стазе кроз шумарке до видиковаца и коришћење ха-ха ровова. Ово су неки од елемената напредних идеја којима је он помогао да остваре прогрес.
Бриџмен је постао име међу тадашњим уметницима са својим често драматичним преуређењима вртова на имањима богатих енглеских племића. Он је извео екстравагантни врт Стоуу (Stowe House) лорда Кобама (Lord Cobham), који сједињује храмове, стубове, фино исклесане камене статуе, летњиковце и минијатурну реплику египатске пирамиде. Бриџмен је учествовао у пројектовању врта Роусам (Rousham House, Oxfordshire) где је извео фонтане, каскаде, квадратне базене, отворени театар и природни простор који може да се види из главног врта. Мејвис и Ламберт (Mavis and Lambert, 1990) пишу о овом врту: "у Роусаму визуре ка спољном природном пределу су подједнако важне као и оне ка врту." Међу осталим вртовима имања у чијем планирању је учествовао, укључују и Клермонт (Claremont) , Касиобери парк (Cassiobury Park), Клајвден (Cliveden), Чизвик хаус (Chiswick House), Ричмонд (Richmond) , Вимпол хол (Wimpole Hall) и можда његово најчувеније дело Стоу (Stowe). Енглески есејиста и песник Александар Поуп  писао је о Бриџменовим креацијама у Стоуу као о „раду коме се треба дивити“ .
Међутим, Бриџмен можда остаје најпознатији по свом мандату Краљевског вртлара краљице Ане и принца Џорџа од Данске. На овај положај је унапређен после пензионисања Хенрија Вајза, свога ментора 1727, и на њему остаје десет година. Као Краљевски вртлар, Бриџмен тежи, у многим случајевима, редизајнирању краљевских вртова као у Виндзору, Палати Кенсингтон, Хамптон Корту, Сент Џејмс парку и Хајд парку.

## Шира литература
- Garden.
- Amherst, Alicia (2006) [1910]. A History of Gardening in England (3rd изд.). Whitefish, Montana: Kessinger Publishing.
- Blomfield, Sir F. Reginald; Thomas, Inigo, Illustrator (1972) [1901]. The Formal Garden in England, 3rd ed. New York: McMillan and Co.
- Clifford, Derek (1967). A History of Garden Design (2nd изд.). New York: Praeger.
- Gothein, Marie-Luise Schröeter (1863—1931); Wright, Walter P. (1864—1940); Archer-Hind, Laura; Collection, Alden Hopkins. History of Garden Art. 2. London & Toronto, New York: J. M. Dent; 1928 Dutton. ISBN 978-3-424-00935-4. 945 pages Publisher: Hacker Art Books; Facsimile edition edition (June 1972).  978-0-87817-008-1.. 1928.  978-0-87817-008-1.
- Gothein, Marie. Geschichte der Gartenkunst. München: Diederichs, 198. ISBN 978-3-424-00935-4.
- Hadfield, Miles (1960). Gardening in Britain. Newton, Mass: C. T. Branford.
- Heath, Gerald; White, Kathy, Editor; Heath, Joan. Editor (2000). Hampton Court: The Story of a Village. The Hampton Court Association. ISBN 978-0-9538700-0-4.
- Hussey, Christopher (1967). English Gardens and Landscapes, 1700–1750. Country Life.
- Hyams, Edward S.; Smith, Edwin, photos (1964). The English Garden. New York: H.N. Abrams.
- Thurley, Simon (2003). Hampton Court, A Social and Architectural History. Yale University Press.
- Грбић, М. : Историја вртне уметности. Универзитет у Београду.